# Ослобођење Загреба
Ослобођење Загреба извршиле су јединице Југославенске армије од 8. до 9. маја 1945. године, чиме је Независна Држава Хрватска доживела коначан слом.

## Догађаји пре ослобођења
Кад је 10. априла 1941. проглашена НДХ, Загреб је постао њен главни град. Тиоком четири године у Загребу су се налазили поглавник Анте Павелић, водећи усташе и Хрватски државни сабор. С временом су партизани постепено јачали и ослобађали делове НДХ. Крајем априла Славонија је већ била ослобођена.
С пробојем Сремског фронта 12. априла 1945. убрзава се повлачење немачких и квислиншких снага те долазак избеглица у Загреб. Извештај ОЗНА-е из маја процењује да се у Загребу налазило отприлике 250.000 избеглица, од којих је део кренуо у бег према западу. Историчар Иво Голдштајн наводи да је тај прилив људи донео тотални хаос у град, да су све улице биле закрчене, а сви тргови затрпани. Осим избеглица из разних делова НДХ које су бежале пред Југословенском армијом, у граду се налазило и неколико војних јединица које су у страху од одмазде због почињених злочина хтеле да побегну на запад. Чинили су их припадници разних усташких јединица и домобрана, припадника Вермахта те разних четничких групација.
Како би застрашили становништво да их не би ометало у одбрани града, Усташка надзорна служба и Гестапо од 28. априла на јавним су местима почели да убијају и вешају Загрепчане по кратком поступку. Неке од локација почињених злочина биле су у Подсуседу, у Светој Недјељи, код Крушевља и другде.
Дана 30. априла, када су прве нацистичке јединице напуштале одбрамбене положаје око реке Илове и Билогоре те се повлачиле према Загребу, а оданде даље на запад према Аустрији, Павелић је на седници владе НДХ донео одлуку о повлачењу и напуштању Загреба. Наредба да се све јединице НДХ стациониране у Загребу почну повлачити према Цељу издана је у ноћи с 5. на 6. маја и повлачење је почело одмах.
Павелић је 6. маја напустио државу, а за њим су се према Аустрији повлачили усташе, домобрани, четници и велик број цивила. Било је и бројних случајева присилног терања грађана да пођу с усташким снагама које су се повлачиле како би их се искористило као живе људске штитове. Већ 6. маја били су забележени случајеви да усташе на Житњаку, Краљевцу и Доњем Прекрижју истерују из кућа све мушкарце у доби од 16 до 60 година и одводе их са собом. Припадници Народне заштите на неким су локацијама настојали да спрече такво насиље над цивилима, али је у оружаним обрачунима било и мртвих. Забележено је да су 6. маја усташе убили 11 припадника Народне заштите, а 7. маја усмртили њих 10 и тешко ранили двојицу. Свака колона имала је свој правац повлачења. Лубурићевци су долазили с Трешњевке према Чрномерцу. Бобановци су у својим црним униформама бежали уздуж потока Чрномерца. Пролазила су и сељачка кола с породицама квислинга. Домобрани су се пресвлачили у цивилна одела и бежали кућама.
У недељу послеподне, 6. маја, отворена су врата затвора на Савској цести. Усташки агенти палили су документе и напуштали канцеларије. Полицајци-стражари напуштали су зграду и оружје, а покупила га је Народна заштита. То је оружје затим расподељено симпатизерима НОП-а те активистима у фабрикама и другим установама ради очувања реда и мира.
У пет часова ујутру 8. маја, из града се са својом колоном Љубљанском улицом почео повлачити и Вјекослав Лубурић. Колона је наставила Илицом према Чрномерцу и притом је пуцала по околним зградама. На челу колоне била су три мала тенка, двадесетак аутомобила и много камиона накрцаних усташама. На зачељу колоне били су мотоцикли и тенкови. Укупно је у тој колони било више хиљада усташа.

## Заузимања града
Будући да је већина усташа град напустила током 6. маја, Ђуро Кумичић, саборски квестор којем је Анте Павелић поверио да преда Загреб јединицама Југословенске армије, преко радија је прогласио Загреб „отвореним градом”. Јавни ред у граду је до доласка Југословенске армије требала обезбеђивати Народна заштита.
Након што је Унска група дивизија (28. славонска дивизија, 39. крајишка дивизија и 45. српска дивизија) Друге армије ЈА разбила фашистичку одбрану на Уни, Загреб више није био брањен са запада и југа те је Другој армији пут до града био отворен. Јединицама Друге армије наређено је да наставе с притиском над разбијеним непријатељем који се повлачио. 28. славонска и 45. српска дивизија требале да обезбеде град с југа и запада. Но јединице 28. славонске дивизије након ослобођења Велике Горице наставиле су да гоне непријатеља према Загребу, након чега су се нашле у борби за загребачке мостове на Сави, које су након успешних борби и обезбедиле те се ту зауставиле. Јединице Прве армије које су се кретале левом обалом Саве и прилазиле граду с истока имале су тежи пут према Загребу јер су наишле на прилично јак отпор остатака немачких и усташких јединица.
Таква новонастала ситуација изненадила је и Врховни штаб који је руководио војним операцијама за ослобођење Југославије. Дана 7. маја штаб је наредио Првој армији да најхитније упадне у Загреб. За потребе тог подухвата, а у складу с тадашњом партизанском традицијом, према којој се настојало ослобађање великих градова препустити јединицама које су се бориле у њиховој околици, био је издвојен Десети загребачки корпус из састава Треће армије и уврштен у састав Прве армије.
Због хаотичне ситуације у град први улазе припадници Посавског партизанског одреда који је био део 28. славонске дивизије те јединице 45. српске дивизије и Крајишке дивизије.
До раних јутарњих часова 9. маја источни прилаз граду био је отворен, а борбе су се наставиле наредних дана на Медведници и Сљемену где су се, у намјери да пруже последњи отпор, повукле разбијене нацистичке и квислиншке снаге које нису на време успеле да се извуку из Загреба и његове околице. Било је доста усташких и немачких снајпериста по граду, те су поједини грађани и војници ЈА притом страдали. Један такав случај десио се на Зрињевцу испред хотела Палас, када је један СС-ов снајпериста убио капетана Југословенске армије, вођу опходње 28. славонске дивизије.
С јужне стране града јачи делови јединица Југославенске армије пробили су се до Радио-станице у Влашкој улици и борили се против усташа који су одбијали да се предају Народној заштити. Око 23 часа у ноћи од 8. на 9. мај, део усташа покушао је да се извуче из подручја Радио-станице. Како су све пролазе потпуно покривали борбена одељења ЈА, покушај усташа да се из дворишта радио-станице пробију према Мартићевој улици је пропао, при чему их је седмеро погинуло. Борбе за радиостаницу најзад су окончане рано јутру 9. маја.

## После ослобођења
Дана 9. маја у град су свечано ушли припадници 10. корпуса. Становници Загреба изашли су на улице поздрављајући партизане. Ускоро је у Загреб дошла и влада Федералне Државе Хрватске на челу с Владимиром Бакарићем, а за њима и чланови ЗАВНОХ-а на челу с Владимиром Назором. Током рата у НОБ-у је било укључено више од 50.000 Загрепчана, а више од 20.000 погинуло је у партизанима или су настрадали у усташким логорима и затворима. 89 Загрепчана проглашено је народним херојима, а њих више од 600 су носиоци партизанске споменице 1941.